# A Ferencvárosi TC 1995–1996-os szezonja
A Ferencvárosi TC 1995–1996-os szezonja szócikk a Ferencvárosi TC első számú férfi labdarúgócsapatának egy szezonjáról szól, mely összességében és sorozatban is a 95. idénye volt a csapatnak a magyar első osztályban. A klub fennállásának ekkor volt a 97. évfordulója.

## Mérkőzések
| Színmagyarázat | Színmagyarázat |
| -------------- | -------------- |
|                | Győzelem.      |
|                | Döntetlen.     |
|                | Vereség.       |

### Bajnokok Ligája
Selejtező
| 1995. augusztus 9. |

| RSC Anderlecht           | 0 – 1               | Ferencváros                                               |
| ------------------------ | ------------------- | --------------------------------------------------------- |
| Doll 43' Karagiannis 83' | (0 – 0) Jegyzőkönyv | Kuntić 58' Kecskés 11' Kuznyecov 29' Páling 50' Telek 63' |

| Constant Vanden Stock Stadion, Anderlecht, Brüsszel Nézőszám: 15 000 Játékvezető: Hellmut Krug (német) |

| 1995. augusztus 23. |

| Ferencváros                                           | 1 – 1               | RSC Anderlecht           |
| ----------------------------------------------------- | ------------------- | ------------------------ |
| Kopunović 50' 50' Kuznyecov 32' Simon 45' Kecskés 67' | (0 – 0) Jegyzőkönyv | De Bilde 65' Babayaro 5' |

| Üllői út, Budapest Nézőszám: 18 000 Játékvezető: Leslie Mottram (skót) |

Csoportkör (D csoport)
| 1995. szeptember 13. |

| Grasshoppers  | 0 – 3               | Ferencváros                              |
| ------------- | ------------------- | ---------------------------------------- |
| Gren 31′, 34′ | (0 – 0) Jegyzőkönyv | Lisztes 61' 16' Vincze 82' 90' Szűcs 29' |

| Hardturm, Zürich Nézőszám: 15 350 Játékvezető: Rune Pedersen (norvég) |

| 1995. szeptember 27. 20:30 |

| Ferencváros                           | 1 – 5               | Ajax                                                                                    |
| ------------------------------------- | ------------------- | --------------------------------------------------------------------------------------- |
| Nyilas 59' (11-esből) 32' Kecskés 64' | (0 – 0) Jegyzőkönyv | Litmanen 58' 80' (11-esből) 88' Kluivert 67' F. de Boer 85' R. de Boer 21' Overmars 44' |

| Üllői út, Budapest Nézőszám: 18 000 Játékvezető: Vaszílisz Nikákisz (görög) |

| 1995. október 18. 20:30 |

| Real Madrid                                  | 6 – 1               | Ferencváros                                         |
| -------------------------------------------- | ------------------- | --------------------------------------------------- |
| Raúl 24' 25' 84' Zamorano 34' 47' Hierro 55' | (3 – 0) Jegyzőkönyv | Kopunović 63' Kecskés 20' Milovanović 54' Szűcs 85' |

| Santiago Bernabéu stadion, Madrid Nézőszám: 38 000 Játékvezető: Atanas Uzunov (bolgár) |

| 1995. november 1. 20:30 |

| Ferencváros                             | 1 – 1               | Real Madrid                                  |
| --------------------------------------- | ------------------- | -------------------------------------------- |
| Albert 36' 41' Kuznyecov 31' Páling 73' | (1 – 0) Jegyzőkönyv | Raúl 74' Esnáider 10' Quique 40' Redondo 61' |

| Üllői út, Budapest Nézőszám: 17 000 Játékvezető: Paul Durkin (angol) |

| 1995. november 22. 20:30 |

| Ferencváros                                  | 3 – 3               | Grasshoppers                                                        |
| -------------------------------------------- | ------------------- | ------------------------------------------------------------------- |
| Albert 21' Lisztes 26' Nyilas 86' (11-esből) | (2 – 1) Jegyzőkönyv | Subiat 22' Comisetti 47' Ibrahim 64' Koller 58' Haas 63' Geiger 73' |

| Üllői út, Budapest Nézőszám: 14 864 Játékvezető: Kim Milton Nielsen (dán) |

| 1995. december 6. 20:30 |

| Ajax                                         | 4 – 0               | Ferencváros |
| -------------------------------------------- | ------------------- | ----------- |
| Overmars 17' R. de Boer 22' Litmanen 62' 66' | (2 – 0) Jegyzőkönyv | Albert 13'  |

| Olimpiai Stadion, Amszterdam Nézőszám: 45 000 Játékvezető: Ilkka Koho (finn) |

A D csoport végeredménye
| Csapat           | M | GY | D | V | LG | KG | GA  | P  |
| ---------------- | - | -- | - | - | -- | -- | --- | -- |
| Ajax             | 6 | 5  | 1 | 0 | 15 | 1  | +14 | 16 |
| Real Madrid      | 6 | 3  | 1 | 2 | 11 | 5  | +6  | 10 |
| Ferencvárosi TC  | 6 | 1  | 2 | 3 | 9  | 19 | -10 | 5  |
| Grasshopper-Club | 6 | 0  | 2 | 4 | 3  | 13 | -10 | 2  |

### NB 1 1995–96

#### Őszi fordulók
| 1. forduló 1995. augusztus 5. |

| Debreceni VSC                      | 2 – 1               | Ferencváros                                                     |
| ---------------------------------- | ------------------- | --------------------------------------------------------------- |
| Ilea 30' 40' Sándor 67' (11-esből) | (1 – 0) Jegyzőkönyv | Nyilas 80' (11-esből) Milovanović 5′, 17′ Lisztes 55' Simon 77' |

| Oláh Gábor utcai stadion, Debrecen Nézőszám: 10 000 Játékvezető: Vágner László (magyar) |

| 2. forduló 1995. augusztus 14. |

| Ferencváros                                 | 2 – 0               | Újpest                         |
| ------------------------------------------- | ------------------- | ------------------------------ |
| Nyilas 49' (11-esből) Kuntić 54' Fatusi 77' | (0 – 0) Jegyzőkönyv | Sebők 34' Tomka 48' Füzesi 78' |

| Üllői út, Budapest Nézőszám: 15 000 Játékvezető: Puhl Sándor (magyar) |

| 3. forduló 1995. augusztus 19. |

| Békéscsabai Előre                  | 1 – 3               | Ferencváros                                       |
| ---------------------------------- | ------------------- | ------------------------------------------------- |
| Szarvas 48' Mracskó 47' Szenti 89' | (0 – 1) Jegyzőkönyv | Kuntić 22' Lisztes 46' 52' Kopunović 77' Simon 9' |

| Kórház utcai stadion, Békéscsaba Nézőszám: 15 000 Játékvezető: Tóth Vencel (magyar) |

| 4. forduló 1995. november 30. |

| Ferencváros                                         | 3 – 1               | Kispest–Honvéd          |
| --------------------------------------------------- | ------------------- | ----------------------- |
| Milovanović 60' Keller 80' Albert 84' Kuznyecov 39' | (0 – 0) Jegyzőkönyv | Mátyus 84' Warzycha 53' |

| Üllői út, Budapest Nézőszám: 3 000 Játékvezető: Stamler Péter (magyar) |

- Elhalasztott mérkőzés.

| 5. forduló 1995. augusztus 30. |

| Haladás            | 0 – 3               | Ferencváros                                                  |
| ------------------ | ------------------- | ------------------------------------------------------------ |
| Gaál 17' Dávid 89' | (0 – 2) Jegyzőkönyv | Zavadszky 14' 20' Kecskés 68' 89' Páling 40' Milovanović 65' |

| Rohonci úti stadion, Szombathely Nézőszám: 15 000 Játékvezető: Piller Sándor (magyar) |

| 6. forduló 1995. szeptember 9. |

| Ferencváros           | 0 – 2               | Vasas                              |
| --------------------- | ------------------- | ---------------------------------- |
| Hrutka 26' Fatusi 86' | (0 – 2) Jegyzőkönyv | Gricajuk 41' Máriási 44' Jessy 21' |

| Üllői út, Budapest Nézőszám: 6 000 Játékvezető: Vágner László (magyar) |

| 7. forduló 1995. szeptember 17. |

| Vác FC                  | 1 – 2               | Ferencváros                                                   |
| ----------------------- | ------------------- | ------------------------------------------------------------- |
| Hanyecz 75' Schwarcz 3' | (0 – 0) Jegyzőkönyv | Schwarcz 62' (öngól) Kuznyecov 82' Vincze 10' Milovanović 37' |

| Ligeti Stadion, Vác Nézőszám: 15 000 Játékvezető: Puhl Sándor (magyar) |

| 8. forduló 1995. szeptember 23. |

| Ferencváros                                   | 2 – 0               | Győri ETO                               |
| --------------------------------------------- | ------------------- | --------------------------------------- |
| Kopunović 74' Kuntić 90' Fatusi 58' Telek 89' | (0 – 0) Jegyzőkönyv | Jagodics 17' Radics 59′, 69′ Bordás 60' |

| Üllői út, Budapest Nézőszám: 12 000 Játékvezető: Varga Sándor (magyar) |

| 9. forduló 1995. október 2. |

| Csepel SC                                      | 1 – 2               | Ferencváros                |
| ---------------------------------------------- | ------------------- | -------------------------- |
| Nagy 83' Puskás 27′, 73′ Váczi 31' Tyukodi 58' | (0 – 1) Jegyzőkönyv | Milovanović 30' Vincze 81' |

| Béke téri stadion, Budapest Nézőszám: 8 000 Játékvezető: Tóth Vencel (magyar) |

| 10. forduló 1995. október 14. |

| Ferencváros                         | 3 – 0               | Stadler FC  |
| ----------------------------------- | ------------------- | ----------- |
| Vincze 8' Lisztes 11' Zavadszky 90' | (2 – 0) Jegyzőkönyv | Kertész 46' |

| Üllői út, Budapest Nézőszám: 8 000 Játékvezető: Juhos Attila (magyar) |

| 11. forduló 1995. október 24. |

| Fehérvár–Parmalat                          | 1 – 2               | Ferencváros                                               |
| ------------------------------------------ | ------------------- | --------------------------------------------------------- |
| Horváth 86' Rósa 29' Monye 32' Lőrincz 73' | (0 – 1) Jegyzőkönyv | Kuntić 34' Kuznyecov 75' Albert 32' Nyilas 53' Vincze 90′ |

| Sóstói Stadion, Székesfehérvár Nézőszám: 10 000 Játékvezető: Stamler Péter (magyar) |

| 12. forduló 1995. október 28. |

| Zalaegerszegi TE                           | 1 – 3               | Ferencváros                                                  |
| ------------------------------------------ | ------------------- | ------------------------------------------------------------ |
| Szabó 89' 78' Lendvai 21' Horváth 27′, 53′ | (0 – 1) Jegyzőkönyv | Albert 30' 17′, 62′ Nyilas 59' 63' Lisztes 75' Kopunović 33′ |

| ZTE Stadion, Zalaegerszeg Nézőszám: 15 000 Játékvezető: Vágner László (magyar) |

| 13. forduló 1995. november 6. |

| Ferencváros           | 1 – 3               | BVSC                                                         |
| --------------------- | ------------------- | ------------------------------------------------------------ |
| Kecskés 84' Telek 43' | (0 – 0) Jegyzőkönyv | Orosz 49' Bükszegi 63' Aranyos 74' Bondarenko 28' Vincze 60' |

| Üllői út, Budapest Nézőszám: 5 000 Játékvezető: Varga Sándor (magyar) |

| 14. forduló 1995. november 18. |

| Pécsi MFC                                                      | 1 – 0               | Ferencváros                                  |
| -------------------------------------------------------------- | ------------------- | -------------------------------------------- |
| Jäkl 43' Szabados 9' Lajos 49' Tököli 57' Ulrich 85' Fehér 89' | (1 – 0) Jegyzőkönyv | Szűcs 6' Keller 20' Kuznyecov 53' Fatusi 66' |

| PMFC Stadion, Pécs Nézőszám: 10 000 Játékvezető: Kiss Géza (magyar) |

| 15. forduló 1996. március 23. |

| Ferencváros                | 3 – 1               | MTK                     |
| -------------------------- | ------------------- | ----------------------- |
| Lisztes 33' Albert 55' 62' | (1 – 1) Jegyzőkönyv | Illés 27' Nikiforov 78' |

| Üllői út, Budapest Nézőszám: 11 500 Játékvezető: Puhl Sándor (magyar) |

- Elhalasztott mérkőzés.

#### Tavaszi fordulók
| 16. forduló 1996. március 16. |

| Ferencváros                                        | 1 – 0               | Debreceni VSC                   |
| -------------------------------------------------- | ------------------- | ------------------------------- |
| Jagodics 89' Lisztes 23' Kecskés 52' Kuznyecov 39' | (0 – 0) Jegyzőkönyv | Vadicska 37' Arany 69' Ilea 82' |

| Üllői út, Budapest Nézőszám: 12 000 Játékvezető: Piller Sándor (magyar) |

| 17. forduló 1996. március 20. |

| Újpest                            | 1 – 1               | Ferencváros                                               |
| --------------------------------- | ------------------- | --------------------------------------------------------- |
| Szanyó 87' (11-esből) Egressy 10' | (0 – 0) Jegyzőkönyv | Kopunović 58' 18' Telek 42' Milovanović 51' Zavadszky 87' |

| Megyeri út, Budapest Nézőszám: 20 000 Játékvezető: Tóth Vencel (magyar) |

| 18. forduló 1996. március 30. |

| Ferencváros                    | 3 – 0               | Békéscsabai Előre |
| ------------------------------ | ------------------- | ----------------- |
| Nyicsenko 20' 48' Jagodics 63' | (1 – 0) Jegyzőkönyv |                   |

| Üllői út, Budapest Nézőszám: 15 000 Játékvezető: Gergely Sándor (magyar) |

| 19. forduló 1996. április 6. |

| Kispest–Honvéd                        | 1 – 0               | Ferencváros                        |
| ------------------------------------- | ------------------- | ---------------------------------- |
| Warzycha 28' 65' Kovács 40' Kabát 69' | (1 – 0) Jegyzőkönyv | Nagy 42' Nyicsenko 64' Lisztes 79' |

| Bozsik József Stadion, Budapest Nézőszám: 9 000 Játékvezető: Juhos Attila (magyar) |

| 20. forduló 1996. április 14. |

| Ferencváros           | 0 – 0               | Haladás                          |
| --------------------- | ------------------- | -------------------------------- |
| Szűcs 20' Kecskés 43' | (0 – 0) Jegyzőkönyv | Varga 23' Negrau 26' Mikóczy 90' |

| Üllői út, Budapest Nézőszám: 7 000 Játékvezető: Lettrich Ferenc (magyar) |

| 21. forduló 1996. április 20. |

| Vasas                            | 0 – 1               | Ferencváros              |
| -------------------------------- | ------------------- | ------------------------ |
| Simon A. 11' Jessy 63' Mónos 69' | (0 – 1) Jegyzőkönyv | Lisztes 39' Simon T. 82' |

| Fáy utca, Budapest Nézőszám: 10 000 Játékvezető: Puhl Sándor (magyar) |

| 22. forduló 1996. április 27. |

| Ferencváros                         | 2 – 0               | Vác FC              |
| ----------------------------------- | ------------------- | ------------------- |
| Kuntić 19' Nyicsenko 30' Albert 66' | (2 – 0) Jegyzőkönyv | Víg 60' Puglits 64' |

| Üllői út, Budapest Nézőszám: 10 000 Játékvezető: Kiss Géza (magyar) |

| 23. forduló 1996. május 4. |

| Győri ETO               | 2 – 5               | Ferencváros                                                 |
| ----------------------- | ------------------- | ----------------------------------------------------------- |
| Lazar 71' Urbán 80' 41' | (0 – 3) Jegyzőkönyv | Páling 12' Nyicsenko 14' 23' Lisztes 63' 42' Albert 69' 50' |

| Rába ETO Stadion, Győr Nézőszám: 15 000 Játékvezető: Molnár László (magyar) |

| 24. forduló 1996. május 11. |

| Ferencváros                                     | 2 – 1               | Csepel SC                         |
| ----------------------------------------------- | ------------------- | --------------------------------- |
| Nyicsenko 8' Jagodics 82' Szűcs 29' Lisztes 67' | (1 – 1) Jegyzőkönyv | Baranyi 46' Medgyes 10' Váczi 33' |

| Üllői út, Budapest Nézőszám: 12 000 Játékvezető: Gergely Sándor (magyar) |

| 25. forduló 1996. május 22. |

| Stadler FC                     | 0 – 3               | Ferencváros                                   |
| ------------------------------ | ------------------- | --------------------------------------------- |
| Kovács Zs. 26′, 80′ Balogh 41' | (0 – 1) Jegyzőkönyv | Arany 1' Lisztes 59' Nyicsenko 68' Keller 33' |

| Stadler Stadion, Akasztó Nézőszám: 13 000 Játékvezető: Lettrich Ferenc (magyar) |

| 26. forduló 1996. május 25. |

| Ferencváros                                                                     | 2 – 1               | Fehérvár–Parmalat                                                               |
| ------------------------------------------------------------------------------- | ------------------- | ------------------------------------------------------------------------------- |
| Arany 55' Lisztes 79' Jagodics 12′, 48′ Telek 65' Hajdu 72' Nagy 72′ Keller 88' | (0 – 0) Jegyzőkönyv | Miriuţă 73' (11-esből) Zimmermann 25' Monye 34' Dvéri 59' Horváth 66' Dulic 78' |

| Üllői út, Budapest Nézőszám: 13 000 Játékvezető: Cserna László (magyar) |

| 27. forduló 1996. június 5. |

| Ferencváros       | 1 – 1               | Zalaegerszegi TE                            |
| ----------------- | ------------------- | ------------------------------------------- |
| Nyicsenko 89' 14' | (0 – 1) Jegyzőkönyv | Preisinger 45' Kovács 18′, 60′ Szabó II 42' |

| Üllői út, Budapest Nézőszám: 13 000 Játékvezető: Piller Sándor (magyar) |

| 28. forduló 1996. június 12. |

| BVSC | 0 – 1               | Ferencváros                         |
| ---- | ------------------- | ----------------------------------- |
|      | (0 – 1) Jegyzőkönyv | Kuntić 42' Simon 39' Szűcs 51′, 72′ |

| Népstadion, Budapest Nézőszám: 45 000 Játékvezető: Juhos Attila (magyar) |

| 29. forduló 1996. június 17. |

| Ferencváros                                                                   | 3 – 1               | Pécsi MFC                       |
| ----------------------------------------------------------------------------- | ------------------- | ------------------------------- |
| Lisztes 20' Nyicsenko 29' (11-esből) 60' Milovanović 41' Arany 49' Vincze 58' | (2 – 0) Jegyzőkönyv | Tököli 86' Ulrich 35' Fehér 77' |

| Üllői út, Budapest Nézőszám: 9 600 Játékvezető: Lettrich Ferenc (magyar) |

| 30. forduló 1996. június 24. |

| MTK                                       | 2 – 1               | Ferencváros                        |
| ----------------------------------------- | ------------------- | ---------------------------------- |
| Szabados 28' Zsivóczky 58' Farkasházy 48' | (1 – 1) Jegyzőkönyv | Arany 2' Milovanović 31' Telek 82' |

| Népstadion, Budapest Nézőszám: 6 000 Játékvezető: Hanacsek Attila (magyar) |

#### A bajnokság végeredménye
| #  | Csapat                 | J  | Gy | D  | V  | Rg | Kg | Gk  | P  | Megjegyzés                        |
| -- | ---------------------- | -- | -- | -- | -- | -- | -- | --- | -- | --------------------------------- |
| 1  | Ferencvárosi TC        | 30 | 21 | 3  | 6  | 56 | 25 | +31 | 66 | Bajnok, 1996-1997-es BL selejtező |
| 2  | BVSC-Dreher            | 30 | 18 | 7  | 5  | 50 | 29 | +21 | 61 | 1996–1997-es UEFA-kupa selejtező  |
| 3  | Újpesti TE             | 30 | 12 | 12 | 6  | 43 | 31 | +12 | 48 |                                   |
| 4  | Debreceni VSC-Epona    | 30 | 14 | 6  | 10 | 49 | 40 | +9  | 48 |                                   |
| 5  | MTK FC                 | 30 | 13 | 7  | 10 | 58 | 43 | +15 | 46 |                                   |
| 6  | Kispest Honvéd FC      | 30 | 12 | 10 | 8  | 49 | 35 | +14 | 46 | 1996-1997-es KEK selejtező        |
| 7  | Vasas Casino Vigadó SC | 30 | 12 | 10 | 8  | 44 | 40 | +4  | 46 | 1996-os Intertotó-kupa            |
| 8  | Csepel SC              | 30 | 11 | 9  | 10 | 46 | 45 | +1  | 42 |                                   |
| 9  | Innstadt-Stadler FC    | 30 | 8  | 12 | 10 | 35 | 41 | -6  | 36 |                                   |
| 10 | Zalaegerszegi TE       | 30 | 8  | 10 | 12 | 42 | 48 | -6  | 34 |                                   |
| 11 | Vác FC-Samsung         | 30 | 7  | 12 | 11 | 39 | 46 | -7  | 33 |                                   |
| 12 | Haladás VFC            | 30 | 8  | 8  | 14 | 30 | 48 | -18 | 32 |                                   |
| 13 | Fehérvár '96 FC**      | 30 | 8  | 7  | 15 | 38 | 54 | -16 | 31 | Osztályozó                        |
| 14 | Békéscsabai Előre FC   | 30 | 6  | 11 | 13 | 33 | 46 | -13 | 29 | Osztályozó                        |
| 15 | Győri ETO FC           | 30 | 6  | 9  | 15 | 34 | 54 | -20 | 27 | Osztályozó                        |
| 16 | Pécsi Mecsek FC*       | 30 | 7  | 5  | 18 | 32 | 53 | -21 | 23 | Osztályozó                        |

- Pécsi MFC három pont levonás, jogosulatlan játékos szerepeltetése miatt.
- Videoton FC-Parmalat névváltozás Fehérvár '96 FC-re.

#### Eredmények összesítése
Az alábbi táblázatban összesítve szerepelnek a Ferencvárosi TC 1995/96-os bajnokságban elért eredményei.
| Ősz/tavasz (forduló)    | Otthon | Otthon | Otthon | Otthon | Otthon | Otthon | Otthon | Idegenben | Idegenben | Idegenben | Idegenben | Idegenben | Idegenben | Idegenben |
| Ősz/tavasz (forduló)    | M      | GY     | D      | V      | LG–KG  | GK     | P      | M         | GY        | D         | V         | LG–KG     | GK        | P         |
| ----------------------- | ------ | ------ | ------ | ------ | ------ | ------ | ------ | --------- | --------- | --------- | --------- | --------- | --------- | --------- |
| Őszi szezon (1–15.)     | 7      | 5      | 0      | 2      | 14–7   | +7     | 15     | 8         | 6         | 0         | 2         | 16–8      | +8        | 18        |
| Tavaszi szezon (16–30.) | 8      | 6      | 2      | 0      | 14–4   | +10    | 20     | 7         | 4         | 1         | 2         | 12–6      | +6        | 13        |
| Összesen (1–30.)        | 15     | 11     | 2      | 2      | 28–11  | +17    | 35     | 15        | 10        | 1         | 4         | 28–14     | +14       | 31        |

### Magyar kupa
Csoportkör (11. csoport)
| 1. forduló 1995. július 26. |

| Palotás | 0 – 4               | Ferencváros        |
| ------- | ------------------- | ------------------ |
|         | (0 – 1) Jegyzőkönyv | Albert Nyilas Nagy |

| Palotás |

| 2. forduló 1995. július 26. |

| Selyp | 0 – 6       | Ferencváros                    |
| ----- | ----------- | ------------------------------ |
|       | Jegyzőkönyv | Kuntić Vincze Albert Kopunović |

| Selyp |

| 3. forduló 1995. augusztus 2. |

| Veszprém FC | 0 – 2               | Ferencváros   |
| ----------- | ------------------- | ------------- |
|             | (0 – 1) Jegyzőkönyv | Nyilas Hrutka |

| Veszprém |

Legjobb 32
| 1995. szeptember 20. |

| Ferencváros   | 2 – 1               | FC Sopron |
| ------------- | ------------------- | --------- |
| Nyilas Fatusi | (1 – 0) Jegyzőkönyv |           |

| Üllői út, Budapest |

| 1995. november 15. |

| FC Sopron                        | 4 – 3               | Ferencváros                  |
| -------------------------------- | ------------------- | ---------------------------- |
| Földes Vancea tizenegyes' Takács | (2 – 2) Jegyzőkönyv | Kopunović Nyilas tizenegyes' |

| Káposztás utcai Stadion, Sopron |

- Továbbjutott a Ferencváros 5 – 5-ös összesítéssel, idegenben lőtt több góllal.

Nyolcaddöntő
| 1996. február 25. |

| Salgótarjáni BTC | 0 – 2               | Ferencváros              |
| ---------------- | ------------------- | ------------------------ |
|                  | (0 – 1) Jegyzőkönyv | Nyilas 45' Kopunović 66' |

| Salgótarján |

| 1996. március 2. |

| Ferencváros               | 3 – 1               | Salgótarjáni BTC |
| ------------------------- | ------------------- | ---------------- |
| Albert 21' 25' Nyilas 63' | (2 – 0) Jegyzőkönyv | Novák 68'        |

| Üllői út, Budapest |

Negyeddöntő
| 1996. április 3. |

| Kispest–Honvéd                                              | 2 – 2               | Ferencváros                                             |
| ----------------------------------------------------------- | ------------------- | ------------------------------------------------------- |
| Árgyelán 2' Piroska 73' Urbányi 43' Gabala 44' Warzycha 52' | (1 – 2) Jegyzőkönyv | Arany 1' Nyilas 44' (11-esből) Nyicsenko 44' Hrutka 56' |

| Bozsik József Stadion, Budapest Nézőszám: 6 500 Játékvezető: Varga Sándor (magyar) |

| 1996. április 17. |

| Ferencváros                                          | 1 – 4               | Kispest–Honvéd                              |
| ---------------------------------------------------- | ------------------- | ------------------------------------------- |
| Nyicsenko 3' Nagy 7' Albert 35' Fatusi 59' Simon 60' | (1 – 2) Jegyzőkönyv | Plókai 29' 45' Tóth 56' Hahn 67' Urbányi 6' |

| Üllői út, Budapest Nézőszám: 6 000 Játékvezető: Bede Ferenc (magyar) |

### Egyéb mérkőzések
| 1995. július 16. |

| Sárospatak | 0 – 9               | Ferencváros                                                |
| ---------- | ------------------- | ---------------------------------------------------------- |
|            | (0 – 4) Jegyzőkönyv | Szekeres Kopunović Nyilas Lisztes Zavadszky Páling Kecskés |

| Sárospatak Nézőszám: 4 000 Játékvezető: Kurmai Zoltán (magyar) |

| 1995. július 20. |

| Ferencváros      | 2 – 0               | APÓEL |
| ---------------- | ------------------- | ----- |
| Zavadszky Hrutka | (0 – 0) Jegyzőkönyv |       |

| Népliget, Budapest |

| 1996. január 28. |

| Szpartak Moszkva | 2 – 1       | Ferencváros |
| ---------------- | ----------- | ----------- |
|                  | Jegyzőkönyv | Nyilas      |

| Kiryat Shmona |

| 1996. január 29. |

| FC Tuba | 1 – 9       | Ferencváros                                |
| ------- | ----------- | ------------------------------------------ |
|         | Jegyzőkönyv | Zavadszky Schultz Fatusi Simon Milovanović |

| Tuba |

| 1996. január 30. |

| Hapoel Be'er Sheva | 4 – 2       | Ferencváros |
| ------------------ | ----------- | ----------- |
|                    | Jegyzőkönyv | Albert      |

| Beér-Seva |

| 1996. február 2. |

| Kiryat Shmona | 1 – 4               | Ferencváros              |
| ------------- | ------------------- | ------------------------ |
|               | (0 – 4) Jegyzőkönyv | Zavadszky Kecskés Nyilas |

| Kiryat Shmona |

| 1996. február 8. |

| El Puerto de Santa María | 0 – 2       | Ferencváros        |
| ------------------------ | ----------- | ------------------ |
|                          | Jegyzőkönyv | Albert Milovanović |

| El Puerto de Santa María |

| 1996. február 13. |

| FC Rota | 1 – 6       | Ferencváros                         |
| ------- | ----------- | ----------------------------------- |
|         | Jegyzőkönyv | Zavadszky Fatusi Albert Kecskés ög' |

| Rota |

| 1996. február 14. |

| Cádiz CF | 3 – 4       | Ferencváros             |
| -------- | ----------- | ----------------------- |
|          | Jegyzőkönyv | Zavadszky Páling Kuntić |

| Cádiz |

| 1996. február 15. |

| FC Villamartín | 3 – 5       | Ferencváros                      |
| -------------- | ----------- | -------------------------------- |
|                | Jegyzőkönyv | Kuntić Vincze Milovanović Fatusi |

| Villamartín |

## Külső hivatkozások
- A csapat hivatalos honlapja (magyarul)
- Az 1995–96-os szezon menetrendje a tempofradi.hu-n (magyarul)